# دادلي كلارك
دادلي رانغل كلارك (بالإنجليزية: Dudley Clarke)‏ (27 أبريل 1899 – 7 مايو 1974) كان ضابطاً في الجيش البريطاني، كما أنه مشهور كرائد في مجال عمليات الخداع العسكري خلال الحرب العالمية الثانية، إذ ساعدت أفكاره التي جمعت بين الأوامر الوهمية في المعارك والخداع البصري والعملاء المزدوجين في رسم إستراتيجية الخداع خلال الحرب، لهذا السبب يشار إليه باسم «المخادع البريطاني الأعظم في الحرب العالمية الثانية»، كما ساهم كلارك بشكل كبير في تأسيس 3 فرق عسكرية شهيرة، وهي القوات الخاصة البريطانية (الكوماندوس) والقوة الجوية الخاصة وقوات الصاعقة البرية الأمريكية.
ولد كلارك في جوهانسبرغ وعاش طفولته قريباً من لندن، ثم انضم إلى المدفعية الملكية بصفة ضابط في عام 1916، لكنه انتقل إلى الفيلق الجوي الملكي بعد اكتشافه أنه كان صغير السن ليشارك في الحرب في فرنسا، قضى فترة الحرب العالمية الأولى وهو يتعلم الطيران، بداية في ريدنغ ثم في مصر، عاد كلارك إلى المدفعية الملكية في عام 1919 وتابع بمسيرة مهنية متنوعة قائماً بأعمال استخباراتية في الشرق الأوسط.
في عام 1936 نُقل إلى فلسطين حيث ساهم في تنظيم القمع البريطاني للثورة الفلسطينية، خلال الحرب العالمية الثانية انضم كلارك إلى فريق العمل التابع للضابط جون ديل واقترح كما ساهم في تنظيم هجمات للقوات الخاصة على فرنسا، والتي كانت شكلاً مبكراً للكوماندوس البريطاني.
في عام 1940 استدعي كلارك إلى القاهرة من قبل أرشيبالد ويفل الذي عينه مسؤولاً عن الخداع الاستراتيجي، وكغطاء لهذا الأمر تم تعيينه لتشكيل مركز إقليمي عائد إلى المكتب التاسع للاستخبارات العسكرية، وهو قسم مخصص لفنون الهرب وتفادي الأعداء، في العام التالي تلقى كلارك توظيفاً حربياً ثابتاً وأسس قسم القوة أ المتقدمة المزود بطاقم عمل صغير من أجل تنظيم عمليات الخداع.
حالما وصل تجهيز هذا القسم إلى المستوى المناسب، بدأ كلارك بالبحث عن عقود استخباراتية في تركيا وإسبانيا، وفي أواخر عام 1941 تم استدعاؤه إلى لندن، حيث حاز عمله في الخداع العسكري على اهتمام القيادات العليا لقوات الحلفاء، بعد ذلك بفترة وجيزة ألقي القبض على كلارك في مدريد مرتدياً ملابس نسائية في ظروف بقيت غامضة إلى اليوم، أطلق سراحه بعدها وسمح له بالعودة إلى القاهرة بعد أن تم استجوابه من قبل حاكم جبل طارق.
خلال فترة غياب كلارك حدث اضطراب في عمل القيادة العليا لقسم الخداع العسكري في الشرق الأوسط، تلقى الكولونيل رالف باغنولد قيادة التخطيط وأوعز بتنحية القوة أ المتقدمة جانباً، أُرسل كلارك إلى العلمين حيث كانت قوات الحلفاء في طور الانسحاب من أجل تطبيق مخططات الخداع العسكري الخاصة به، وعند عودته تمت تنحية باغنولد وإعادة القوة أ مرة أخرى لتصبح القسم الأساسي للخداع العسكري.
خلال عام 1942 طبق كلارك عملية خداع عسكرية دعيت باسم عملية الشلال (Operation Cascade) وهي عملية تزييف التنظيم العسكري (أي إظهار الجيش في وضع استعداد زائف) إذ أضاف عدداً كبيراً من الوحدات الوهمية إلى صفوف قوات الحلفاء، حازت هذه العملية على نجاح واضح إذ تخيل العدو أن معظم التشكيلات العسكرية كانت حقيقية، منذ عام 1942 وحتى 1945 تابع كلارك تنظيم عمليات الخداع في شمال أفريقيا وجنوب أوروبا، وبعد الحرب طُلب منه تسجيل تاريخ ونشاطات القوة أن تقاعد كلارك عام 1947 وعاش بقية حياته بعيداً عن الأضواء.
إضافة إلى نشاطاته الأدبية التي نتج عنها كتابان تاريخيان ورواية تشويقية، عمل كلارك في الحزب المحافظ واستلم منصب الإدارة في شركة سيكيوريكور، توفي في لندن عام 1974.

## بداية حياته
ولد كلارك في جوهانسبرغ في 27 نيسان أبريل من عام 1899، عاش والده إرنست كلارك في مدينة كينغستون أبون هال وانتقل إلى جنوب أفريقيا في أواخر القرن التاسع عشر، حيث انخرط في غارة جيمسون، تمكن إرنست من تفادي السجن لقاء الجزء الذي شارك به في الغارة، وحصل على عمل في شركة تعدين للذهب بمساعدة شريك له.
بعد أن استقرت أوضاعه، تزوج إرنست من مادلين غاردينر، وولد دادلي بعد ذلك بفترة قصيرة، خلال حرب البوير الثانية علقت عائلة كلارك في حصار ليديسميث، بالرغم من أنه كان رضيعاً في ذلك الوقت إلا أن كلارك حاول في وقت لاحق أن يحصل على ميدالية هذه الحملة، لاحقاً عادت العائلة إلى إنكلترا منتقلة إلى مدينة واتفورد حيث ولد شقيقه الأصغر توماس إرنست بينيت «تيبي» كلارك في عام 1907.
أظهر دادلي كلارك رغبة في العمل ضمن القواة المسلحة منذ عمر مبكر، في عام 1912 ارتاد مدرسة تشارترهاوس حيث رأى الحفلات الفاخرة والأزياء الرسمية الأنيقة من خلال الوجود العسكري القريب في ألدرشوت، ومن ضمنه الفيلق الجوي الملكي الذي تم تشكيله حديثاً.

## الحرب العالمية الأولى والفترة ما يبن الحربين
«لطالما كنت فخوراً إلى حد ما بحقيقة أنه عندما دخلت بريطانيا في الحرب ضد ألمانيا في الرابع من أغسطس عام 1914 أنا كنت مرتدياً الزي العسكري بالفعل وتحت التدريب على السلاح... لقد كان عمري 15 عاماً فقط وكنت مجرد جندي في قسم تشارترهاوس لفيلق تدريب الضباط» دادلي كلارك، مذكرات غير ملمعة.
متشوقاً إلى الانخراط في الخدمة الفعلية، تقدم كلارك للخضوع إلى امتحان الدخول في الجيش عام 1915 حالما وصل إلى العمر القانوني (16 عاماً ونصف العام)، تفاجأ كلارك بالنجاح (وهو الذي تقدم بالتماس إلى مدير تشارترهاوس من أجل رسالة توصية، والذي وافق له ظناً منه أن دادلي لن ينجح) وفي أوائل عام 1916 ارتاد الأكاديمية العسكرية الملكية في وولويتش.
في تشرين الثاني نوفمبر من عام 1916 تم تعيين كلارك كملازم ثان في المدفعية الملكية، وعندما تم تكليف فوجه في فرنسا اضطر كلارك للبقاء إذ كان عمره 17 عاماً في ذلك الوقت مما لا يسمح له بالقتال. دفعه الإحباط للتقدم إلى الفيلق الجوي الملكي وانتقل إلى مدرسة علوم الطيران العسكرية الموجودة في ريدنغ في تشرين الثاني نوفمبر عام 1917. انتقل في نيسان أبريل التالي إلى مصر من أجل إكمال تدريباته على الطيران وبقي هناك حتى كانون الثاني يناير من عام 1919. على الرغم من ترقيته إلى رتبة ملازم، إلا أن كلارك انتقل مرة أخرى إلى المدفعية الملكية لدى عودته إلى إنكلترا.
بعد انتهاء الحرب كان كلارك قد حصل على مسيرة مهنية متنوعة بدأت بإرساله إلى بلاد الرافدين عام 1919، وخلال الثورة العراقية عام 1920 ساعد في إخلاء الأوروبيين من المنطقة باستخدام القارب. في فترة إجازة مطولة له في تركيا عام 1922 وجد كلارك نفسه منخرطاً في أزمة تشاناك، وهي هجوم تركي على القوات الفرنسية والبريطانية.
تطوع كلارك لمساعد القوة العسكرية البريطانية المحلية وتم تكليفه بتسريب معلومات خاطئة إلى القوميين الأتراك في نشاط مثّل التجربة الأولى للاتجاه الذي سوف تسلكه حياته العسكرية فيما بعد، في عام 1925 وخلال فترة إجازة أخرى له شارك كلارك في تغطية حروب الريف إعلامياً لصالح صحيفة مورنينغ بوست.
خلال الفترة ما بين الحربين اندمج كلارك في الوسط المسرحي والدرامي ومؤسساته في المناطق المحيطة بمراكز تعيينه، وفي عام 1923 أعاد تشكيل النادي الدرامي لضباط المدفعية الملكية كما كان مسؤولاً عن عرض المدفعية الملكية في المسابقة الملكية عام 1925. وفي عامي 1933 و1934 كتب وأخرج عرضين مسرحيين إيحائيين لعيد الميلاد.